# 熊山州立公园
熊山州立公园（Bear Mountain State Park）是美国纽约州罗克兰县和奥兰治縣境内、哈德逊河西岸的一个州立公园，面积约5,205英畝（21.06平方）。公园内有路边博物馆和动物园（Trailside Museums and Zoo）、部分阿帕拉契小径等设施。帕利塞兹州际公路（Palisades Interstate Parkway）和熊山大桥在此交汇。它由纽约州政府监管的帕利塞兹州际公园委员会（Palisades Interstate Park Commission）管理。